# Krištof I. Frankopan Brinjski
Krištof I. Frankopan Brinjski  ali Ozaljski (Modruš?, 1482 — Martijanec pri Ludbregu, 27. 9. 1527), je bil hrvaški plemič, iz hrvaške plemiške rodbine grofov Frankopanov. Bil je sin ozaljskega grofa Bernardina in Lujze Aragonske. Že od leta 1505 je bil v vojaški službi  Habsburžana cesarja Maksimilijana I.. Uveljavil se je v vojni Cambraiske lige z Benečani (1508 – 23), ko se je za Habsburžane vojskoval v Istri in Furlaniji. Leta 1509 je Benečanom odvzel Devin in Pazin, bojeval pa se je tudi okoli Raspa in Novigrada. Leta 1511 je bil pri napadu na mesto Milje (Muggia) pri Trstu ranjen v lice. Cesar ga je nagradil s podaritvijo mesteca Novigrad in nekaj posesti v Postojni. Imenoval ga je za kapitana Postojne in Krasa in ga imenoval za carskega svetnika. V prvih desetletjih 16. stoletja je v Mune in Žejane v Čičarskem delu Istre naselil begunce pred Turki – Aromune ali Istroromune. V letih 1512/13 je na Hrvaškem skupaj z očetom poskušal znova pridobiti njihovo izvorno posest tj. Krk. Naslednje leto se je vojskoval proti Benečanom in zavzel Tržič (Monfalcone), Čedad in Videm in skoraj celotno Furlanijo, ki pa jo je kmalu izgubil. Maja 1514 je bil zajet pri napadu na Marano (Gradiška) in zaprt v Doževi palači vse do 1519. 
Njegova prva žena je bila Apolonija Lang, s katero se je poročil leta 1513. Bila je plemkinja iz Augsburga in sestra Matevža Langa von Wellenburg, kardinala in salzburškega nadškofa, ter vdova po Juliju Lodronu iz Gornje Koroške iz Falkensteina (Molltal). Apolonija je bila častna dvorjanka in je imela v zastavi carske gradove na Koroškem: Pliberk, Schwarzenbach in Guštanj, kot doto je Krištofu prinesla Goriško grofijo. V ujetništvu se je pridružila možu leta 1517. Benečani so Krištofa z ženo leta 1519 predali francoskemu kralju, ki ga je želel zamenjati za nekega rojaka, ki je bil v ujetništvu španskega kralja Karla I. Francoski kralj ga je držal v ujetništvu v Milanu, od koder Krištof pobegnil a za sabo pustil močno bolano ženo, ki je tam umrla leta 1520. 
Po pobegu iz ujetništva je bil spet v vojaški službi Habsburžanov. Leta 1520 je bil na dvoru cesarja Karla V. , ki mu je potrdil posesti, ki jih je dobil od Maksimilijana I. in ga imenoval za kapetana v Rašporju (Rasp) in Krasa. Leta 1523 se je na poziv očeta vrnil na Hrvaško. Z očetom sta poskušala neuspešno povrniti posesti, ki jih je rodu leta 1469 odvzel ogrski kralj Matija Korvin, predvsem je šlo za Senj. Istega leta se je namesto bolanega očeta Bernardina odpravil k papežu Hadrijanu VI.  prositi pomoč v boju proti Turkom. Naslednje leto spomladi 1524 je njemu in drugim plemičem nadvojvoda Ferdinand obljubil pomoč v obrambi. Maja 1525 je uspel mestu Jajcu, ki je bilo oblegano s Turki, pripeljati hrano in orožje. To ga je proslavilo, tako da mu je kralj Ludvik II. podelil naziv »branitelj Kraljevine Hrvaške, Dalmacije in Slavonije«. A je od istega kralja neuspešno zahteval vrnitev gradu Senj. Leta 1526 je spet zapustil Hrvaško z namenom, da stopi v vojaško službo nadvojvode Ferdinanda, vendar se je vrnil, ko mu je bilo ponujeno mesto vrhovnega poveljnika vojske, ki naj bi se zoperstavila turški vojski pod poveljstvom Sulejmana I. Veličastnega. Krištof je kralju Ludviku II. poslal sporočilo, da naj ne začne bitke predno pride s svojo vojsko iz Hrvaška, kar pa niso upoštevali. Po porazu na Mohačkem polju leta 1526 je Krištof in I. Karlović krenil z vojsko proti Dravi, da prepreči prehod Turkov preko reke. Proti koncu leta se je priklonil Ivanu Zapolji, kot bodočemu novemu ogrskemu vladarju, ta pa ga je obratno nagradil z imenovanjem na položaj hrvaško-slavonsko-dalmatinskega bana in vrhovnega kapetana Ogrske med Dravo in Donavo in vranskega priorja. Zapolja mu je tudi vrnil Senj in druge posesti odvzete leta 1469 ter mu dal v upravo Bihać. Kot novi ban se je predstavil na saboru kraljevine Slavonije v decembru 1526. Med hrvaškim plemstvom nastane razkol med podporniki Ivana Zapolje in na drugi Ferdinanda I. Habsburškega, ki je imenoval svojega hrvaškega bana Batthyanyja. Krištof je bil ranjen v bojih pri Varaždinu, od koder so ga prenesli v dvorec Martijanec pri Ludbregu. Pokopan je v Modrušu.